# 勒泰特尔圣但尼
勒泰特尔圣但尼（法語：Le Tertre-Saint-Denis，法語發音：[lə tɛʁtʁ sɛ̃ dəni]）是法国伊夫林省的一个市镇，属于芒特拉若利区。

## 地理
勒泰特尔圣但尼（48°56'19"N, 1°36'20"E）面积2.91 平方千米，位于法国法蘭西島大區伊夫林省，该省份为法国北部内陆省份，北起瓦兹河谷省，西接厄尔省，西南接厄尔-卢瓦省，东南接埃松省，东临上塞纳省。
与勒泰特尔圣但尼接壤的市镇（或旧市镇、城区）包括：法夫里约、弗拉库尔、梅内维尔。

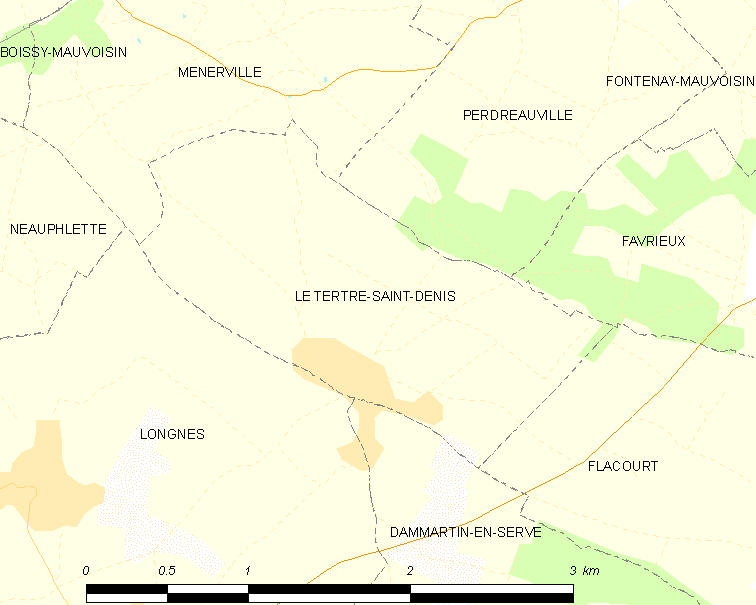
勒泰特尔圣但尼的OSM定位图

勒泰特尔圣但尼的时区为UTC+01:00、UTC+02:00（夏令时）。

## 行政
勒泰特尔圣但尼的邮政编码为78980，INSEE市镇编码为78608。

## 政治
勒泰特尔圣但尼所属的省级选区为塞纳河畔博尼耶尔县。

## 人口

1962-2008年间勒泰特尔圣但尼人口变化图示

勒泰特尔圣但尼于2022年1月1日时的人口数量为129人。